# 阿曼达·普卢默
阿曼达·普卢默（英語：Amanda Plummer，1957年3月23日—），女，美國 - 加拿大演员。曾获得黄金时段艾美奖迷你影集／电视电影最佳女配角。